# Attert (riu)
L'Attert (en luxemburguès: Atert) és un riu que transcorre pels països de Bèlgica i Luxemburg, afluent del marge esquerre de l'Alzette, que via el Sauer i el Mosel·la desguassa al Rin.

## Geografia
L'Attert neix a la província de Luxemburg (Bèlgica) al nord-est poble de Thiaumont, un poble del municipi d'Attert. Després es dirigeix a l'est a través d'Attert i Grendel. Travessa la frontera amb Luxemburg, entre els pobles Colpach-Bas i Oberpallen.
El seu curs segueix pels pobles d'Ell, Redange, Reichlange i Useldange. Després de passar per Boevange-sur-Attert i Bissen, desemboca en l'Alzette aigua avall de Colmar-Berg.
Té una longitud de 38 km. La conca té 298,9 km², 75% a Luxemburg i el 25% a Bèlgica.